# Harztor
Harztor är en kommun och ort i Landkreis Nordhausen i förbundslandet Thüringen i Tyskland.
Kommunen bildades den 1 januari 2012 genom en sammanslagning av de tidigare kommunerna Ilfeld och Niedersachswerfen.